# Cruciada a patra
Cruciada a patra (1202–1204), convocată inițial pentru recucerirea Ierusalimului printr-o invazie a Egiptului, a sfârșit în 1204 prin invadarea, cucerirea și jefuirea orașului Constantinopol și dizolvarea temporară a Imperiului Bizantin, apariția unor state latine și a unor state bizantine succesoare. Cruciada este văzută ca unul dintre actele finale ale Marii Schisme.

## Alte încercări de cucerire a Constantinopolului
Mai multe evenimente din veacul comnen au anunțat tragedia din 1204. Mai întâi Marea Schismă din 1054 a dus la o ruptură nu numai dintre Biserica Ortodoxă și cea Catolică, dar și dintre Occident și Bizanț. Cei mai importanți factori în cucerirea latină a Constantinopolului au fost:
- Papalitatea; tendința papei de a subordona imperiul sacerdoțiului a tensionat nu numai Bizanțul, ci și Sfântul Imperiu German. Politica teritorială a statului Papal l-a adus față în față cu statele normande. Acum papa oscila între alianța cu Bizanțul sau cu normanzii, și mai apoi germanii.
- Normanzii; instalarea normanzilor în sudul Italiei a defavorizat politica bizantină în Mediterana. Din patru războaie bizantino-normande, trei au avut scopul anunțat de a cuceri Constantinopolul. Primul război a fost pentru detronarea lui Alexios I Comnen (1048-1118). Acesta n-a reușit, datorită intervenției venețiene. Al doilea război a fost inițiat de Bohemund de Tarent (1054-1111), dar a fost o înfrângere totală. Apoi, în 1147, Roger II de Sicilia atacă prin surprindere imperiul, jefuind Grecia. În ultimul război, normanzii s-au aliat cu germanii și au pustiit din nou Grecia.
- Venețienii; la început vasali imperiului, venețienii au devenit aliații acestora și i-au ajutat pe bizantini în luptele contra normanzilor, deoarece voiau să-și impună supremația în Adriatica. Alexios I Comnen a încheiat tratate comerciale cu venețienii, dar urmașii săi au dus o politică anti-italiană, fapt ce a dus la războaiele bizantino-venețiene (1125-1126 între dogele Domenico Michiel și împăratul Ioan al II-lea Comnen, culminând cu arestarea în 1171 a tuturor negustorilor venețieni de pe cuprinsul Imperiului de către Manuel I. În deceniul următor a avut loc masacrul asupra latinilor din Constantinopol, fapt care a provocat resentimente antibizantine în Europa Occidentală. Tot mai incomodați de bizantini în comerțul cu Orientul, venețienii s-au angajat în cruciada a IV-a și au anexat toate insulele din Egee și o mare influență asupra statelor latine nou formate.
- Sfântul Imperiu German; la început aliate în vederea eliminării statelor normande din Italia, cele două imperii ajung să se dușmănească în timpul celei de-a treia cruciade. Frederic Barbarossa intră în război cu grecii în traversarea sa prin Balcani, cu scopul cuceririi Constantinopolelui. Dar germanul reușește doar să primească un tribut gras. Urmașul acestuia, Henric VI, trimite un ultimatum împăratului bizantin și cere un tribut de 5.000 livre de aur. Henric se îmbarcă la Messina pentru a porni cucerirea Constantinopolului, dar survine moartea sa neașteptată.

## Pregătirea pentru cruciadă
După eșecul celei de-a treia cruciade, interesul europenilor pentru organizarea unei noi expediții împotriva musulmanilor a scăzut extrem de mult. Ierusalimul era controlat acum de dinastia Ayyubidă, cea care controla și Siria și Egiptul, cu excepția a câtorva orașe de-a lungul coastei mediteraneene, care încă se mai aflau în stăpânirea a ceea ce mai rămăsese din Regatul Ierusalimului, acum cu capitala la Acra. A treia cruciadă a pus de asemenea temeliile pentru un nou Regat al Ciprului.
Inocențiu al III-lea s-a urcat pe tronul papal în 1198. El era frământat de eșecul celei de-a treia cruciade, dar și de reunificarea Bisericii creștine. În august 1198, papa a chemat la o nouă cruciadă. El a mai perceput și o taxă de cruciadă, care trebuia plătită de toți prelații, inclusiv de mănăstiri și de ordinele cavalerești, care erau scutite de alte taxe. Chemările la luptă ale papei au fost ignorate de monarhii europeni: germanii luptau cu puterea papală (de aceea papa nici nu l-a chemat pe împăratul german), iar Anglia era angajată în război cu Franța. În cele din urmă, în principal datorită predicilor lui Fulk de Neuilly, a fost organizată o armată cruciată în timpul unui turnir organizat la Écry-sur-Seine de Theobald al III-lea de Champagne, conte de Champagne în 1199. Armata era formată în principal din nobili din nordul Franței (aflați în rebeliune față de opera de reconstrucție a statului, desfășurată de regele Filip II August): din Blois, Champagne, Amiens, Saint-Pol, Île-de-France și Burgundia. Au sosit contingente și din alte regiuni ale Europei Occidentale precum Flandra, Montferrat, Sfântul Imperiu Roman sau din Veneția. Theobald a fost ales conducătorul cruciadei, dar a murit în mai 1201 și a fost înlocuit de un conte italian, Bonifaciu de Montferrat. Bonifaciu și ceilalți lideri au trimis împuterniciți la Veneția și Genova pentru negocierea unor contracte pentru transportarea cruciaților în Egipt – obiectivul cruciadei. Unul dintre negociatori a fost viitorul istoric Geoffroy de Villehardouin, mareșal de Champagne. Genova nu a fost interesată, dar Veneția a fost de acord să transporte 33.500 de cruciați, un număr neobișnuit de mare pentru acele vremuri. Această înțelegere presupunea un an de zile de pregătiri din partea Veneției, care trebuia să construiască numeroase corăbii și să pregătească marinarii care să le guverneze, toate activitățile comerciale ale orașului trebuind să fie încetinite. Armata cruciată era estimată la 4.500 cavaleri (cu 4.500 de cai), 9.000 scutieri și 20.000 infanteriști.

## Asediul orașului Zara (Zadar)
Dat fiind faptul că nu fusese semnat un contract ferm cu privire la plecarea tuturor cruciaților cu corăbiile venețiene, mulți luptători au ales să plece din alte porturi, în special din Marsilia și Genova. În 1201, cea mai mare parte a efectivelor cruciate se afla în Veneția. Dar s-a constatat că ea era mult mai mică (aproximativ 12.000 soldați), iar venețienii primeau mai puțin de jumătate de bani din suma convenită, și anume 85.000 de mărci din argint, în timp ce cruciații nu puteau plăti  decât cel mult 51.000 de mărci, și asta doar dacă ar fi fost dispuși să renunțe la numeroase alte cheltuieli. Venețienii i-au pus pe cruciați sub consemn pe insula Lido până când aveau să se decidă asupra acțiunilor viitoare.
Dandolo și venețienii au reușit să folosească mișcarea cruciată în propriul lor folos. După masacrul latinilor din Constantinopol din 1182, comercianții venețieni din capitala bizantină fuseră expulzați de reprezentanții dinastiei Comnen, care se bucurase de sprijinul întregii populații grecești. Aceste evenimente le-au justificat venețienilor păstrarea unei poziții ostile față de Bizanț. Enrico Dandolo, care se alăturase cruciaților în timpul unei ceremonii publice în biserica San Marco di Venezia, a propus cruciaților ca în schimbul celor 34.000 de mărci care lipseau să-și plătească transportul prin atacarea portului Zara din Dalmația (care în acele timpuri era o comunitate independentă care recunoștea protectoratul regelui Ungariei Emeric, și care fusese înainte de 1186 o posesiunea venețiană). Veneția depindea de aprovizionarea cu lemn pentru corăbii provenit de pe țărmurile Adriaticii. Regele catolic al Ungariei fusese de acord să se alăture cruciaților, deși mai degrabă din motive politice decât din unele religioase, și tergiversase cât mai mult cu putință orice pregătire de plecare în expediția militară. Mulți cruciați nu au fost de acord cu propunerea venețiană și s-au întors la casele lor, printre aceștia și Simon de Montfort - viitor conducător al cruciadei albigensiene -, în vreme ce împuternicitul papal, cardinalul Pierre Capuano susținea atacul de pe coasta Dalmației, pentru a împiedica eșecul întregii mișcări.
Papa Inocențiu a fost foarte alarmat de turnura pe care o luaseră evenimentele și a scris o scrisoare conducătorilor cruciați, pe care i-a amenințat cu excomunicarea. Conținutul scrisorii nu a fost dus la cunoștința soldaților de rând, iar atacul asupra orașului Zara s-a dat așa cum se plănuise. Catolicii din Zara le-au amintit atacatorilor că sunt coreligionari, agățând steaguri cu crucea la ferestrele diferitelor clădiri ale orașului și pe zidurile fortificațiilor, dar orașul a fost luat cu asalt și cucerit după un scurt asediu. Atât venețienii cât și restul cruciaților au fost excomunicați imediat de Inocențiu al III-lea.

## Diversiunea spre Constantinopol

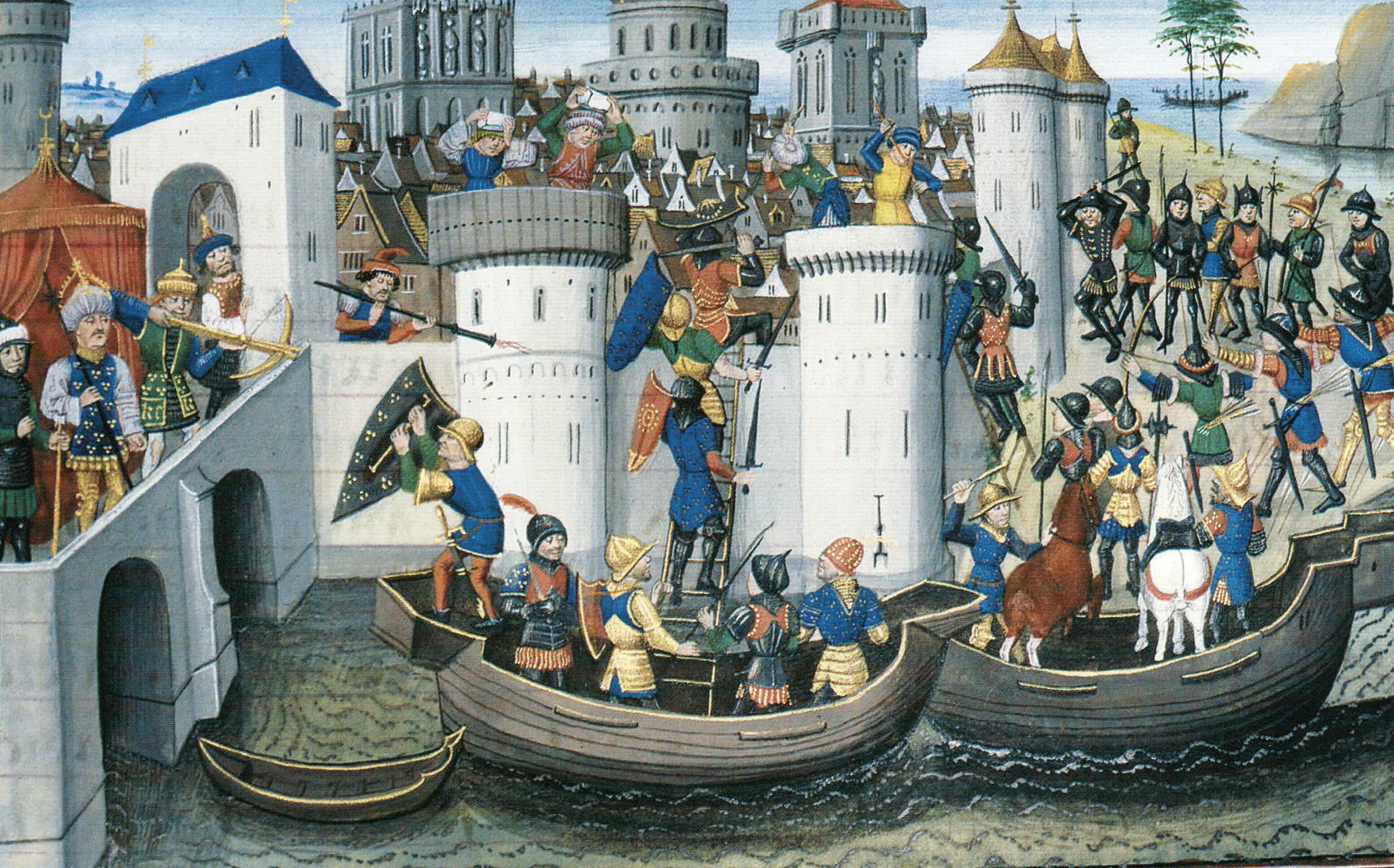
Cucerirea Constantinopolelui de cruciați în 1204

Bonifaciu a părăsit flota mai înainte de plecarea ei din Veneția pentru a-și vizita vărul Filip de Swabia. Motivul acestei vizite este controversat. Poate papa a plecat deoarece aflase de planurile venețienilor și deși nu era de acord cu ele, dorea să evite excomunicarea, ori poate a dorit să se întâlnească cu principele bizantin Alexios Angelos, (care era fiul împăratului bizantin detronat Isaac al II-lea Angelos) și cumnatul lui Filip. Alexius fugise la cumnatul său după ce tatăl său fusese detronat în 1195, dar în momentul de față nu se știe cu certitudine dacă papa știa sau nu că principele bizantin se află la curtea Swabiei. Ceea ce se știe în mod sigur este faptul că Alexios fusese de acord ca dacă cruciații îl răsturnau pe uzurpatorul tronului tatălui său, să reunifice biserica bizantină cu Roma, să plătească o mare sumă de bani pentru organizarea expediției spre Egipt și în plus să se alăture și el în fruntea unui important corp al oștii cruciadei. Oferta părea foarte tentantă pentru cruciada care era amenințată cu rapida epuizare a fondurilor. Relațiile greco-romane erau foarte complexe de la Marea Schismă din 1054. Luptătorii primei și a celei de-a doua cruciade făcuseră mari pagube Constantinopolului în trecerea lor spre Țara Sfântă, iar grecii fuseseră acuzați de trădare de către cruciați. Un mare număr de negustori venețieni fuseseră atacați și deportați în timpul răscoalelor anti-latine din capitala bizantină din 1182. Propunerile principelui bizantin Alexios prevedeau restaurarea domniei tatălui său în condițiile în care Constantinopolul nu ar fi fost prădat. Bonifaciu a fost de acord cu aceste condiții, iar papa și principele bizantin s-au întors la Corfu pentru a ajunge din urmă flota venețiană care plecase deja de la Zara. Restul conducătorilor cruciați au acceptat până în cele din urmă planul papal, dar mulți dintre cruciații de rând, care nu erau de acord cu propunerile, au dezertat. Flota a ajuns la Constantinopol la sfârșitul lui iunie 1203.
La început, cruciații aveau ca obiectiv restaurarea domniei lui Isaac al II-lea, astfel încât ei să se poată bucura de un generos suport financiar și de ajutorul unui important contingent bizantin. Conon de Bethune a trimis un mesaj care conținea aceste obiective ambasadorului lombard, care, la rândul lui, l-a prezentat împăratului Alexios al III-lea Angelos, cel care uzurpase tronul fratelui său Isaac. Cetățenii Constantinopolului nu erau deloc preocupați de soarta împăratului detronat și a fiului acestuia. Uzurpările de tron între clanurile nobile bizantine nu erau lucruri neobișnuite și, cel puțin de această dată, coroana rămăsese în cadrul aceleiași aceiași familii. De pe zidurile de apărare ale orașului, cetățenii capitalei luau în derâdere mulțimea pestriță a cruciaților, care se așteptaseră ca prințul Alexios să fie primit cu entuziasm. Cruciații au debarcat și au atacat colțul  de nord-est al fortificațiilor și au provocat pierderi orașului care nu au făcut decât să scadă până la zero popularitatea lui Alexios al III-lea, care a fugit din oraș. Prințul moștenitor Alexios al IV-lea a devenit coregent alături de tatăl său orb, Isaac.

### Următoarele atacuri asupra Constantinopolului
Alexios a IV-lea Angelos și-a dat seama în scurtă vreme că promisiunile pe care le făcuse erau greu de respectat, deoarece Alexios al III-lea reușise să fugă cu o mare sumă de bani, iar visteria imperială ducea lipsă de fonduri. În acel moment, împăratul a dat ordin ca numeroase odoare bisericești romane și bizantine să fie topite pentru face rost de aur și argint. În ochii tuturor grecilor, o asemenea decizie era un semn de disperare al unui împărat slab, care merita să fie pedepsit de Dumnezeu pentru sacrilegiul făcut. Istoricul bizantin Nicetas Choniates caracteriza acel moment ca fiind "punctul de cotitură spre declinul statului roman". Alexios al IV-lea a trebuit să facă față urii crescânde a constantinopolitanilor față de "latini", de altfel un sentiment reciproc. Temându-se pentru viața lui, coîmpăratul a cerut cruciaților să reînnoiască contractul pentru încă șase luni, până în aprilie 1204. În oraș se mai manifestau răscoale locale, iar, în august 1203, cruciații au atacat o moschee din capitală, care a fost apărată de o forță combinată musulmano-grecească. Venețienii, în încercarea lor de a ieși din oraș  au iscat un incendiu, "Marele foc", în timpul căruia o bună parte a capitalei a fost distrusă. Opoziția față de domnia lui Alexius al IV-lea a crescut până într-acolo încât, unul dintre curtenii săi, Alexios Ducas, l-a detronat pe împărat și a poruncit să fie ucis prin strangulare. Ducas s-a încoronat sub numele de Alexios al V-lea Ducas Murtzuphlos. Isaac a murit la scurtă vreme după aceasta, nu se știe dacă din cauze naturale sau nu. Cruciații și venețienii, întărâtați de moartea așa-zisului lor patron, au atacat încă o dată orașul. Pe 8 aprilie, armata lui Alexius al V-lea s-a opus cu vitejie cruciaților, ceea ce nu i-a descurajat pe ultimii. Grecii au aruncat proiectile de mari dimensiuni asupra mașinilor de asalt cruciate, distrugând multe dintre acestea. Vremea rea a fost un factor care a obstrucționat mult acțiunile cruciaților. Vântul care bătea cu putere dinspre țărm a împiedicat cele mai multe corăbii să se apropie suficient de mult de zidurile orașului pentru a lansa un asalt. Numai cinci turnuri ale fortificațiilor au fost implicate în lupte și niciunul dintre acestea nu a putut fi cucerit. Până seara era evident că atacul eșuase. Clerul catolic a discutat situația și a hotărât care va fi mesajul pe care trebuie să-l propovăduiască în rândurile armatei demoralizate. Ei au trebuit să convingă cruciații că evenimentele din 9 aprilie nu erau pedeapsa dumnezeiască pentru un atac păcătos. Ei au încercat să convingă soldații că atacul era unul îndreptățit și că existau speranțe pentru reluarea cu succes a atacului. Conceptul conform căruia Dumnezeu punea la încercarea credința cruciaților prin eșecuri temporare era un mijloc folosit de obicei de preoți pentru a explica cursul defavorabil a unor evenimente. Mesajul preoților a fost menit să îmbărbăteze și să mobilizeze la luptă cruciații. Afirmația că atacul asupra Constantinopolului era de natură spirituală se baza pe două argumente. În primul rând, grecii erau trădători și ucigași de timp ce își asasinaseră monarhul de drept, Alexius al IV-lea. În al doilea rând, preoții au folosit cuvinte grele atunci când au afirmat că "... grecii sunt mai răi decât evreii" și au invocat puterea lui Dumnezeu și a Papei atunci când au chemat cruciații la luptă. În ciuda faptului că Papa Inocențiu al III-lea le-a cerut cruciaților să nu atace din nou, scrisoarea papală a fost cenzurată de preoți, iar cruciații s-au pregătit să atace de pe uscat fortificațiile, în timp ce venețienii s-au pregătit să atace de pe mare. Armata bizantină și garda imperială formată din mercenari varegi erau pregătiți de luptă, dar Alexius al V-lea a fugit din oraș în timpul nopții.

### Cucerirea Constantinopolului
Pe 12 aprilie, condițiile meteorologice s-au schimbat în favoarea cruciaților. Un vânt puternic din nord a permis corăbiilor venețiene să vină suficient de aproape de zidurile orașului pentru a lansa un atac. După o scurtă bătălie, cam 70 de cruciați care au atacat dinspre continent au reușit să intre în oraș. Unii dintre cei intrați au reușit să sape găuri în zidul de apărare, găuri suficient de mari ca să permită atacatorilor să se târască înăuntru. Venețienii au reușit de asemenea să escaladeze zidurile dinspre mare, deși aici lupta cu varegii a fost foarte sângeroasă. Cruciații au cucerit sectorul Blachernae din nord-vestul orașului și au folosit-o ca bază pentru lansarea atacurilor asupra restului capitalei bizantine, dar în timp ce încercau să se apere în spatele unui zid de foc, au reușit să incendieze cea mai mare parte a orașului. Până la sfârșitul zilei de 12 aprilie, cruciații au cucerit tot orașul. Cruciații au provocat pierderi uriașe orașului și locuitorilor săi după un jaf de trei zile, în timpul căruia numeroase opere de artă și de cultură antică romană și greacă au fost furate sau distruse. În ciuda jurămintelor și amenințării cu excomunicare, cruciații au desacralizat fără scrupule lăcașurile de cult ale orașului, distrugând, pângărind sau furând tot ceea ce se putea. Au jefuit și distrus mormântul lui Constantin cel Mare. După cum afirma cronicarul Choniates, cruciații au plasat pe Tronul Patriarhal Bizantin o prostituată. Când Papa Inocențiu al III-lea a auzit de purtarea sălbatică a pelerinilor săi, s-a simțit foarte rușinat și i-a mustrat cu amărăciune.
În conformitate cu unele aranjamente care se pare că existau deja, imperiul a fost împărțit între venețieni și liderii cruciați, formându-se Imperiul Latin cu capitala la Constantinopol. Bonifaciu nu a fost ales pe tronul imperial, deși se pare că cetățenii capitalei îi erau favorabili. Venețienii considerau că Bonifaciu avea mult prea multe legături cu foștii conducători bizantini, de vreme ce fratele lui, Rainier de Montferrat, fusese căsătorit cu Maria Comnen, fostă împărăteasă în anii 1170 și 1180. În loc de acesta, ei l-au pus pe tron  pe Baldwin de Flandra. Bonifaciu a fondat în schimb Regatul Salonicului, un stat vasal al Imperiului Latin. Venețienii au înființat Ducatul Arhipelagului în Marea Egee. Între timp, refugiații bizantini au fondat propriile lor state succesoare, cele mai importante fiind Imperiul Niceii sub conducerea lui Theodor Lascaris (o rudă a lui Alexius al III-lea), Imperiul din Trapezunt și Despotatul Epirului.

## Consecințe
În urma cruciadei a IV-a (1202-1204), care a sfârșit ca o afacere politică și economică, pe ruinele Bizanțului, latinii au pus bazele unui imperiu și unor principate proprii dar principala beneficiară a expediției a fost Veneția.
Niciun cruciat de frunte nu a mai ajuns în Țara Sfântă, iar instabilul Imperiu Latin a sleit cea mai mare parte a energiilor cruciate europene. Moștenirea celei de-a patra cruciade a fost una amară, a trădării de către latini a coreligionarilor bizantini. Evenimentele din 1204 au făcut ca schisma dintre vestul catolic și estul ortodox să se adâncească. Papa Inocențiu al III-lea, cel care fusese inițiatorul acestei expediții, a criticat aspru deturnarea cruciadei:
"Cum va putea cu adevărat biserica grecilor, indiferent de cât de grav este asaltată de nenorociri și persecuții, să se reîntoarcă în uniune ecleziastică și devoțiune pentru Sfântul Scaun, când ea vede în latini numai un exemplu de pierzanie și de lucrătură a întunericului, așa încât, pe bună-dreptate, acum îi detestă pe latini mai mult decât pe câini? (...) Ei au furat vasele din argint din altare și le-au spart în bucăți pentru ei. Au violat locurile sfinte și au răpit cruci și relicve. "
Imperiul Latin a trebuit să facă față în scurtă vreme unui mare număr de inamici, la care cruciații nici nu s-au gândit la început. În afara statelor grecești ale Epirului și al Niceii, Imperiul latin a trebuit să facă față unor mari presiuni din partea Sultanatului selgiucid de Rum și a celui Imperiul Vlaho-Bulgar. Statele grecești se luptau atât între ele cât și cu Imperiul Latin. Aproape toți liderii greci și latini implicați în evenimente au fost uciși în scurtă vreme. Alexius Ducas a fost capturat de latini și a fost executat în Constantinopol. La scurtă vreme, și Alexius al III-lea a fost prins de Bonifaciu și a fost trimis în exil în sudul Italiei. Bonifaciu a fost înfrânt de despotul Epirului, Ducas, rudă a lui Alexius Ducas, iar Regatul Tesalonicului a trecut din nou sub suzeranitatea bizantină în 1224. La un an de la cucerirea Constantinopolului, împăratul Baldwin a fost înfrânt la Adrianopol pe 14 aprilie 1205, a fost luat prizonier, torturat și executat din ordinul țarului vlaho-bulgar Ioniță Caloian.
Diferitele fiefuri feudale franco-latine din întreaga Grecie – în mod special celor din Ducatul Atenei și din Principatul Moreii – au generat o amplă influență culturală grecească asupra Occidentului. A existat și un anumit impact francez asupra Greciei. În Grecia mai pot fi găsite ruinele impresionante ale fostelor castele și catedrale gotice latine. Imperiul Latin a fost înființat pe fundații profund instabile. Constantinopolul a fost recucerit de greci sub conducerea lui Mihail al VIII-lea Paleologul în 1261 iar comerțul cu Veneția a fost reluat.
Într-o serie ironică de evenimente, pe la mijlocul secolului al XV-lea, Biserica Romano-Catolică a încercat să organizeze o nouă cruciadă prin care să restaureze vechiul Imperiu Bizantin, care era treptat înghițit de turcii otomani. Încercarea a eșuat lamentabil, marea majoritate a bizantinilor refuzând să accepte unirea bisericilor. Într-un mod paradoxal, grecii și civilizația bizantină bazată pe credința ortodoxă s-au aflat mult mai în siguranță sub dominația otomană decât sub cea latină. Grecii au preferat să-și sacrifice libertatea politică pentru a-și păstra religia. La sfârșitul secolului al XIV-lea și începutul celui de-al XV-lea au fost organizate două cruciade de Ungaria, Polonia, Țara Românească și Serbia. Ambele au fost zdrobite de otomani.
În timpul asediului Constantinopolului, alături de apărătorii greci ai cetății au căzut la datorie și un număr de genovezi și venețieni.
La opt sute de ani după a patra cruciadă, Papa Ioan Paul al II-lea și-a exprimat de două ori regretele pentru evenimentele din 1204. În 2001, el a scris arhiepiscopului Atenei: "Este tragic că atacatorii, care trebuiau să asigure accesul liber al creștinilor către Țara Sfântă, s-au întors împotriva fraților lor întru credință. Faptul că ei au fost creștini latini îi umple pe catolici de regrete adânci.". În 2004, în timpul vizitei la Vatican a Patriarhului Ortodox al Constantinopolului Bartolomeu I, papa Ioan Paul al II-lea a spus: „Cum  să nu putem împărți, la o distanță de opt sute de ani, durerea și dezgustul?” 
 Arhivat în 10 octombrie 2008, la Wayback Machine. Aceste spuse au fost considerate ca o scuză adresată Bisericii Ortodoxe Grecești pentru teribilul măcel săvârșit de războinicii celei de-a patra cruciade."
Cruciada a patra poate fi considerată ultima cruciadă de amploare organizată de papalitate, chiar dacă ea a fost scăpată de sub controlul Sfântului Scaun. După eșecul acestei cruciade, următoarele expediții militare similare au fost organizate și conduse personal de monarhi vest-europeni, având ca țintă principală Egiptul. Doar cruciada a șasea și-a atins scopul recuceririi Ierusalimului, și asta doar pentru scurtă vreme.